# Austin Montego
Austin Montego — автомобіль, який виготовлявся з 1984 по 1995 рік британською групою British Leyland, спочатку під марками Austin і MG, потім Rover з 1989 по 1994 рік, замінивши Morris Ital, Austin Ambassador та MG Magnette.
Він розроблений на основі Austin Maestro з розширеною колісною базою і може вважатися його 3-об'ємною/4-дверною версією. Монтего також виготовлявся з кузовом типу універсал.
У 1993 році його замінили на Rover 600. Він випускався в Оксфорді поряд з Maestro.

## Двигуни
Бензинові:
- 1.3 L A-Plus I4
- 1.6 L S-series I4
- 2.0 L O-series I4
- 2.0 L O-series turbo I4

Дизельні:
- 2.0 L Perkins Prima/Rover MDI I4